# بیث
بیث (به انگلیسی: Beith) یک شهرک در اسکاتلند است که در ایرشر شمالی واقع شده‌است. بیث ۶٬۳۴۶ نفر جمعیت دارد.